# Myndus maculata
Myndus maculata är en insektsart som beskrevs av Synave 1933. Myndus maculata ingår i släktet Myndus och familjen kilstritar. Inga underarter finns listade i Catalogue of Life.